# Дейдей Євген Сергійович
Євге́н Сергі́йович Дейде́й (нар. 12 липня 1987, Одеса — зник до 12 березня 2022, Закарпаття) — координатор батальйону патрульної служби міліції спеціального призначення «Київ-1» Головного управління МВС України в місті Києві. Народний депутат України (VIII скликання). Член МДО «Депутатський контроль». Радник міністра внутрішніх справ України.

## Життєпис
Народився 12 липня 1987 року в місті Рені Одеської області[джерело?].
У 2004 році брав участь в акціях протесту під час «Помаранчевої революції». В інтерв'ю, від 2015 року, заявив про те, що має дві вищих освіти: закінчив політех за спеціальністю «менеджер організації» й Інститут прокуратури та слідства Одеської юридичної академії.
23 березня 2012 року Суворовський районний суд міста Одеси засудив Євгена Дейдея та Олексія Ляховольського до п'яти років позбавлення волі за розбійний напад (з відтермінуванням на три роки).
10 вересня 2014 на з'їзді партії «Народний фронт» разом з іншими командирами добровольчих батальйонів був включений до Військової ради — спеціального органу, який розроблятиме пропозиції по обороноздатності України.
У 2014 — обраний до Верховної Ради України (VIII скликання) по списку партії «Народний фронт». У березні 2015 став членом Міжфракційного депутатського об'єднання «Депутатський контроль».
24 лютого 2015 р. Євген Дейдей зник з двома бійцями батальйону «Київ-1». За кілька годин в районі Мар'їнки був знайдений розстріляний автомобіль, на якому пересувалися бійці. Як з'ясувалося пізніше, після обстрілу автівки із РПГ-7, Дейдей з побратимами відстрілюючись відійшов, до ранку переховувався, а вже потім — дістався до курахівського райвідділу.

## Парламентська діяльність
Був одним з 59 депутатів, що підписали подання, на підставі якого Конституційний суд України скасував статтю Кримінального кодексу України про незаконне збагачення, що зобов'язувала держслужбовців давати пояснення про джерела їх доходів і доходів членів їх сімей. Кримінальну відповідальність за незаконне збагачення в Україні запровадили у 2015 році. Це було однією з вимог ЄС на виконання Плану дій з візової лібералізації, а також одним із зобов'язань України перед МВФ, закріпленим меморандумом.
Активний учасник бійки у Верховній Раді 11 грудня 2015 року, під час якої одні нардепи з «Народного фронту» били Олега Барну, він та Максим Бурбак — тримали. Пізніше Бурбак заспокоював Дейдея.
У листопаді 2018 року в порту Рені в рамках боротьби з контрабандою лісу Дейдей разом із народними депутатами України припинили незаконну діяльність з експорту лісу.

## Діяльність у Національній поліції
У червні 2020 року стало відомо, що колишній депутат від «Народного фронту» Євген Дейдей працює помічником начальника Головного управління Національної поліції міста Києва.
Влітку 2020 року став фігурантом журналістського розслідування щодо розстрілу балканського наркоторговця Радое Звіцера. Останнього намагалися вбити у травні 2020 року у центрі столиці. За інформацією «Слідство.Інфо» Дейдей координував транспортування ймовірних кілерів спершу до Києва, а після злочину — в бік кордону. Для цього Дейдей начебто залучив двох  своїх товаришів-поліцейських, які й перевозили ймовірних кілерів.
У вересні 2020 року залишив посаду помічника начальника Головного управління Національної поліції міста Києва.

## Акція «Стоп казино»
З ініціативи народного депутата Євгена Дейдея і активістів акції «Стоп казино» починаючи з лютого 2019 року в Одесі проводяться спільні рейди по нелегальних закладах гральних автоматів. Під час рейдів активісти залишають на закладах мітку і викликають поліцію для вилучення техніки і опечатування приміщень. Усього за час проведення акції тільки в Одесі було виявлено близько 300 казино.

## Особисте життя
14 січня 2019 роки у Євгенія і його дружини Дарини народився первісток — син Денис.

## Зникнення
10 березня 2022 року дружина Дейдея повідомила про його смерть, проте не уточнила обставин. Пізніше вона пояснила, що була поінформована про смерть чоловіка, але не уточнила, ким. Декілька джерел з української прикордонної служби та поліції заявили, що Дейдей насправді живий і нелегально виїхав з країни до Румунії через маршрути контрабанди, і що людина, яка йому допомагала, затримана.

## Відзнаки та нагороди
- Орден «За мужність» III ст. (2 серпня 2014) — за особисту мужність і героїзм, виявлені у захисті державного суверенітету та територіальної цілісності України[23]
- Відзнака Президента України — ювілейна медаль «25 років незалежності України» (19 серпня 2016) — за значні особисті заслуги у становленні незалежної України, утвердженні її суверенітету та зміцненні міжнародного авторитету, вагомий внесок у державне будівництво, соціально-економічний, культурно-освітній розвиток, активну громадсько-політичну діяльність, сумлінне та бездоганне служіння Українському народу[24].
- Відзнака МВС України «Вогнепальна зброя» (11 березня 2015; пістолет «Glock 17», № VEN 343, калібр 9 × 19 мм)[25].
- 19 вересня 2018 року стало відомо, що Євген Дейдей загубив виданий Президентом України Петром Порошенком орден «За мужність» III ступеня[26].